# Pacte de sang (pel·lícula de 1988)
Pacte de sang (títol original en anglès Pumpkinhead) és una pel·lícula de terror i fantasia estatunidenca produïda per De Laurentiis Entertainment Group (DEG) en 1988, protagonitzada per Lance Henriksen i dirigida per l'encarregat dels efectes visuals de Aliens, Stan Winston. Ha estat doblada al català.

## Argument
La pel·lícula s'inicia en el camp, l'any 1957, quan un home està fugint d'una estranya criatura i demana ajuda en una cabanya però el granger es nega a ajudar-lo perquè és ell qui ha fet que la criatura sigui allí. Anys després el fill del granger, Ed Harley, viu en el mateix lloc, és vidu i té un fill. L'única cosa que fa és atendre el seu negoci, però un dia apareix un grup de joves. Mentre el senyor Harley fa una diligència i els joves comencen a córrer en les seves motos, maten accidentalment al seu fill.
Però com un d'ells té antecedents penals tem que aquest homicidi el faci acabar en la presó, així que fuig juntament amb els seus amics. Quan Ed s'adona que el seu fill ha estat assassinat decideix acudir a Haggis, una bruixa de la localitat que desperta a un dimoni anomenat Pumpkinhead que eliminarà a tots aquells que hagin comès un mal en contra d'ell.
Els joves s'oculten en una cabanya no gaire lluny de la botiga, però el dimoni assedegat de venjança comença a atacar-los. Simultàniament Ed comença a ser turmentat per les visions que li sobrevenen perquè pot veure a través dels ulls de la bèstia, i llavors pren la determinació de matar al monstre.

## Repartiment
- Lance Henriksen com Ed Harley
- Jeff East com Chris
- John D'Aquino com Joel
- Kimberly Ross com Kim
- Joel Hoffman com Steve
- Cynthia Bain com Tracy
- Kerry Remsen com Maggie
- Florence Schauffer com Haggis
- Brian Bremer com Bunt
- Buck Flower com Sr. Wallace
- Mayim Bialik com el nenWallace
- Matthew Hurley com Billy Harley
- Lee de Broux com Tom Harley
- Peggy Walton-Walker com Ellie Harley

## Producción
Pumpkinhead era inspirada en un poema d'Ed Justin. De Laurentiis Entertainment Group va enviar a Stan Winston el guió només esperant que fes els efectes especials de les criatures, però Winston va veure en el projecte una oportunitat per fer-ne el seu debut com a director. Donat que Winston estava ocupat perfeccionant la història, va donar regnes lliures pel que fa al disseny als artistes Alec Gillis, Shane Mahan, John Rosengrant i Tom Woodruff, Jr., l'últim dels quals també va dissenyar el vestit de Pumpkinhead. L'experiència de Winston pel que fa al treball amb criatures va permetre que els efectes no utilitzessin massa el pressupost limitat de 3 milions de dòlars. El rodatge va tenir lloc a Los Angeles, Califòrnia.

## Estrena
La pel·lícula va rebre una estrena limitada als cinemes als Estats Units per United Artists l'octubre de 1988 i de nou al gener de 1989. En total, va recaptar 4.385.516 dòlars en total a la taquilla nacional.
La pel·lícula es va estrenar en VHS als EUA per MGM/UA Home Entertainment el maig de 1989 i novament l'abril de 1995. MGM va llançar la pel·lícula en DVD dues vegades: una l'any 2000 com a edició estàndard i de nou el 2008 en una edició del 20è aniversari amb un comentari d'àudio i més d'un hora d'extres. Fou estrenada en Blu-ray el setembre de 2014.

## Recepció
A l'agregador de ressenyes Rotten Tomatoes, Pumpkinhead té una puntuació d'aprovació del 65%, basada en 23 ressenyes, i una puntuació mitjana de 5,73/10. El seu consens diu: "Amb efectes de treball i una direcció sòlida de Stan Winston - i Lance Henriksen afegint gravitas de benvinguda -- Pumpkinhead és una característica de criatura que es troba un tall per sobre".
Dave Kehr del Chicago Tribune va escriure: ""Com a tècnic, Winston sap clarament com fer un monstre, però com a director encara ha d'aprendre a donar-ne vida". Richard Harrington de The Washington Post va escriure que la pel·lícula té una escriptura i una interpretació pobres, però és sorprenentment polida per a una pel·lícula B. Chris Willman del Los Angeles Times  va escriure que, malgrat la seva mala redacció, la premissa és interessant, però no s'executa tan bé com Forbidden Planet. Empire l'ha puntuat 2 /5 estrelles i el va anomenar un clon Divendres 13 amb "poca atmosfera i sense sorpreses". TV Guide la va puntuar amb 2/5 estrelles i va escriure que la segona meitat de la pel·lícula es torna tediosa a causa de la seva fórmula exagerada slasher.
En una retrospectiva de 1992, Jon Nalick del Los Angeles Times la va descriure com "una pel·lícula ben executada en un gènere que està alfabetitzat amb pel·lícules slasher ximples". Bloody Disgusting va puntuar la pel·lícula amb 4/5 estrelles i la va anomenar "una història gòtica d'amor, pèrdua, venjança i redempció". Joshua Siebalt de Dread Central a puntuar la pel·lícula amb 4/5 estrelles i va escriure que la pel·lícula "és com un conte de fades fosc i atemporal". En revisar el llançament del DVD de 2000, G. Noel Gross de DVD Talk li va puntuar amb 3,5/5 estrelles i va escriure que la pel·lícula és "massa bona per passar-la", malgrat la seva presentació poc brillant. Nick Nunziata també va criticar el llançament del DVD de 2000 i va escriure que la pel·lícula no es manté. Nick Schager de The A.V. Club la va anomenar una pel·lícula entranyable i pulp que manca de subtilesa. En revisar la pel·lícula en Blu-ray, Ken Hanley de Starlog va dir que és "un infern de impressionant debut com a director". Escrivint a Horror Films of the 1980s, el crític John Kenneth Muir la va anomenar "una meditació sobre la venjança" que és "sorprenent i gratificant" pel seu rebuig a la justícia vigilant, un tema popular a la dècada de 1980.